# Ulf-Håkan Stenman
Ulf-Håkan Evald Stenman, född 23 januari 1941 i Jakobstad, är en finländsk läkare. Han är bror till Svante Stenman. 
Stenman, som blev medicine och kirurgie doktor 1975, är specialist i klinisk kemi. Han blev tillförordnad professor vid Helsingfors universitet 1999 och ordinarie professor där 2003. Han var avdelningsöverläkare på Helsingfors universitetscentralsjukhus kvinnokliniks laboratorium 1979–1999 och därefter överläkare vid Helsingfors universitetscentralsjukhus laboratorium. 
Stenman har bedrivit forskning inom främst tumördiagnostik, hormonundersökningar och diagnostik av pankreatit och tilldelades J.W. Runebergs pris 2005.